# R.J. Hunter

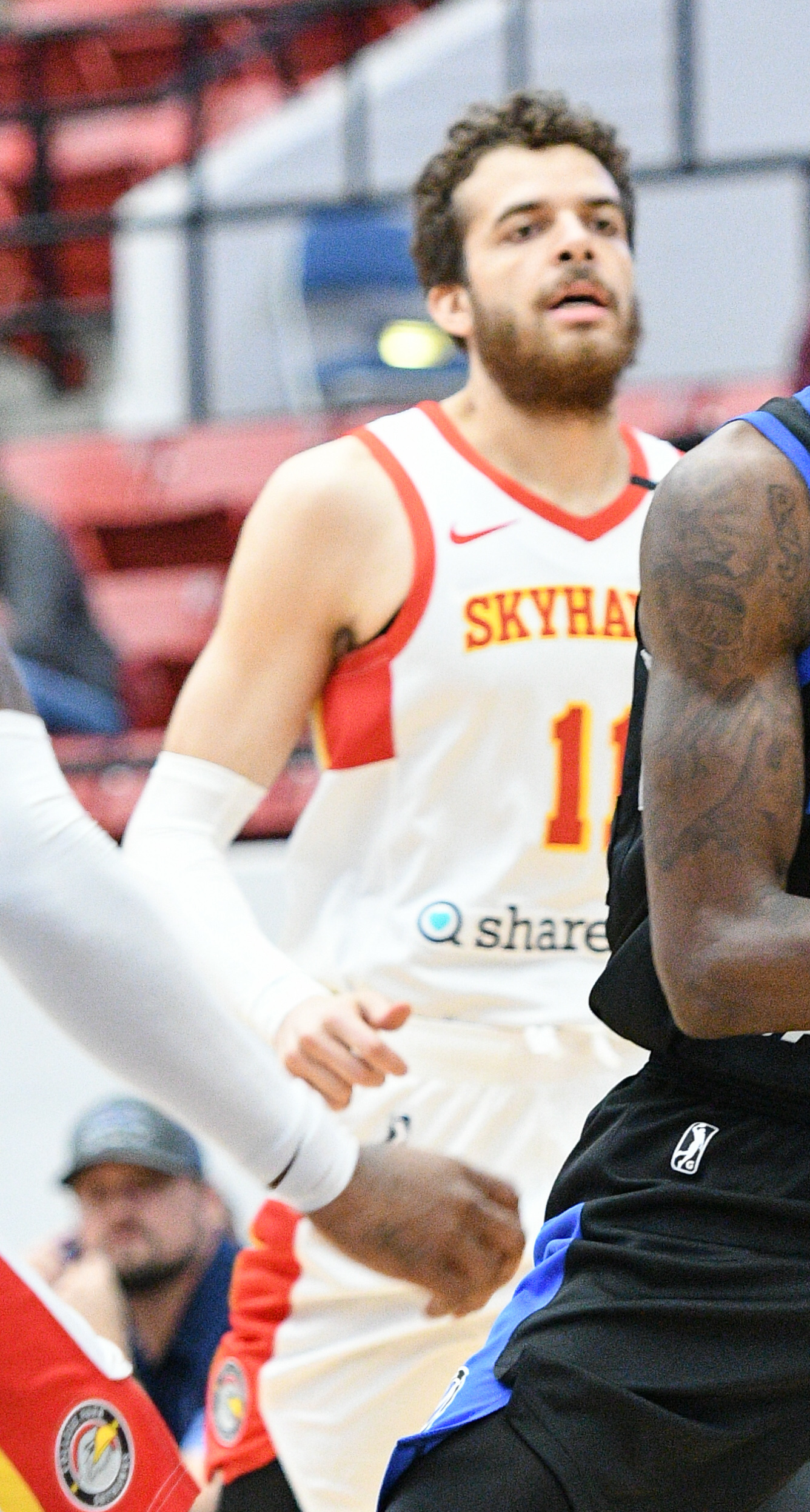
Hunter with the Skyhawks.

Ronald Jordan „R.J.” Hunter (ur. 24 października 1993 w Oxford) – amerykański koszykarz występujący na pozycji skrzydłowego.
29 grudnia 2016 został zwolniony przez Chicago Bulls.
14 stycznia 2018 podpisał umowę z Houston Rockets zarówno na występy w NBA, jak i zespole G-League – Rio Grande Valley Vipers. 7 września dołączył do Atlanty Hawks. 13 października został zwolniony.
9 stycznia 2019 po raz drugi w karierze dołączył do Boston Celtics.
21 lipca 2020 został zawodnikiem tureckiego Galatasaray Odeabank Stambuł. 22 lutego 2021 opuścił klub. 23 lipca 2021 zawarł umowę z Sydney Kings. 29 września 2023 dołączył do Charlotte Hornets. 21 października 2023 został zwolniony.

## Osiągnięcia
Stan na 29 października 2023, na podstawie, o ile nie zaznaczono inaczej.
NCAA
- Uczestnik rozgrywek II rundy turnieju NCAA (2015)
- Mistrz:
  - sezonu regularnego konferencji Sun Belt (2015)
  - turnieju konferencji Sun Belt (2015)
- Sportowiec Roku Konferencji Sun Belt (2014)
- 2-krotny Zawodnik Roku Konferencji Sun Belt (2014, 2015)
- Zawodnik Roku – Atlanta Tipoff Club Georgia College Player of the Year (2014)
- Debiutant Roku CAA (2013)
- Zaliczony do:
  - I składu:
    - Sun Belt (2014, 2015)
    - turnieju Sun Belt (2015)
    - CAA (2013)
    - debiutantów CAA (2013)
    - Kyle Macy Freshman All-America Team (2013)

  - AP All-America Honorable Mention (2014, 2015)
- Lider:
  - wszech czasów uczelni GSU pod względem: 
    - zdobytych punktów (1 819)
    - celnych rzutów wolnych (448)
    - skuteczności rzutów wolnych (85,3%)
    - celnych (253) i oddanych (715)rzutów za 3 punkty
    - oddanych rzutów z gry (1 321)

  - strzelców konferencji Sun Belt (2015)
  - konferencji Sun Belt w skuteczności rzutów wolnych (2014, 2015)